# Mårten Torpare
Mårten Torpare är författarens alter ego i fem romaner av Eyvind Johnson från 1930-talet: Avsked till Hamlet (1930), Bobinack (1932), Regn i gryningen (1933), Nattövning (1938) och Soldatens återkomst (1940).